# 第八代額爾金伯爵詹姆斯·布魯斯

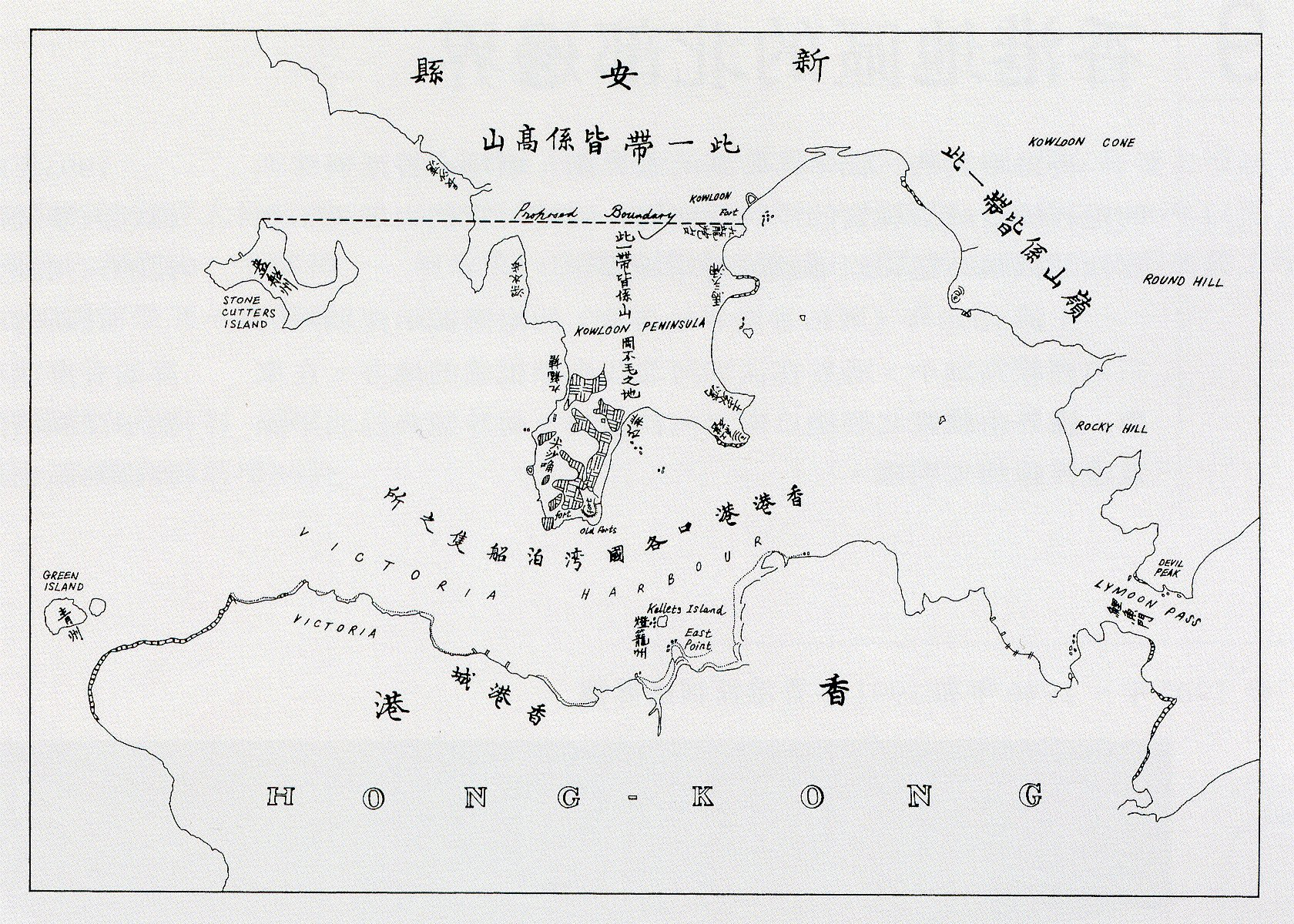
中英北京條約中割讓的九龍半島部份

詹姆斯·布魯斯，第八代額爾金伯爵與第十二代金卡丁伯爵，KT，GCB，PC（1811年7月20日—1863年11月20日），十九世紀英國官員。
1860年第二次鴉片戰爭時作為英國談判代表，当时以全权公使、首席谈判代表随英军至北京。当得知之前被清军掳去的英国外交人员被清军虐待至死后，下令英军焚毁圆明园作为报复。

## 生平

### 早年
詹姆斯·布魯斯为第七代額爾金伯爵湯瑪斯·布魯斯与第二任妻子伊丽莎白之子，弟弟有弗雷德里克·布鲁斯。
1841年作为自由派托利党人，自南安普敦选入英国议会下院，但同年晚些时候继承其父的苏格兰贵族称号，离开下院。在1842年－1846年，額爾金出任牙買加總督。1846年任英属北美总督，1847年－1854年任加拿大總督。负责在加拿大建立责任制政府。他同当时的加拿大东西两区联邦政府一起工作，直到该政府在1848年大选中垮台。他支持新政府的《暴乱损失赔偿法》（1849年），给1837年下加拿大暴乱中所有受损失的加拿大人以赔偿。该立场引起托利党人强烈反对。他被用石头袭击，在蒙特利尔的议会大厦亦被焚毁。1849年受封为男爵（英国贵族），任枢密顾问。他曾谈判订立加拿大各殖民地与美国间的互惠条约（1854年），并建立加拿大的教育制度和废除加拿大的贵族土地所有权。

### 中國

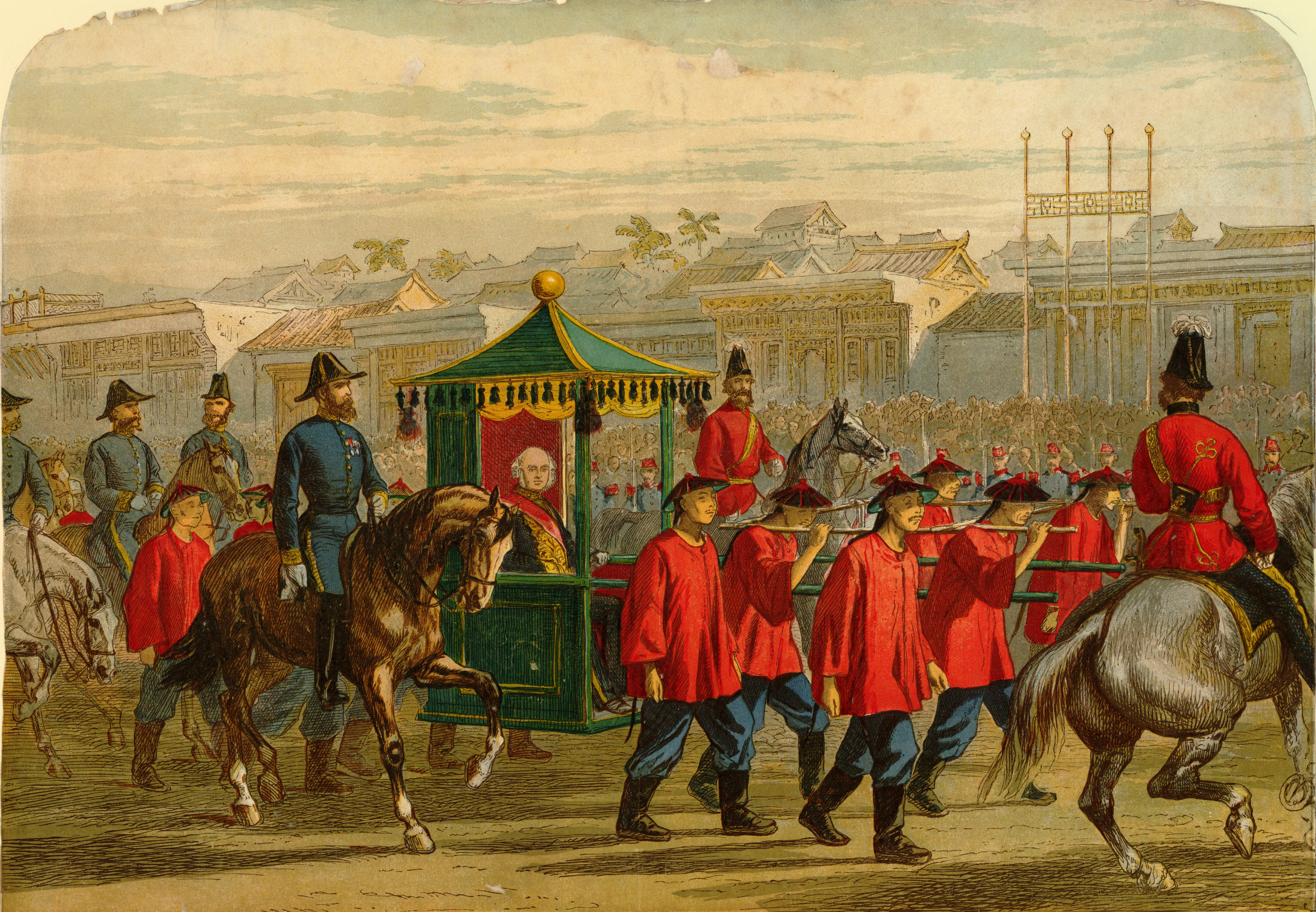
1860年，額爾金进入北京

1857年—1859年被委為駐中國高级專員（High Commissioner）。1860年10月，在第二次鴉片戰爭時作為英國談判全權代表，隨英軍攻陷北京，與恭親王奕訢談判北京條約。清政府釋放於上月被僧格林沁俘去之外交人員、衛兵及隨軍記者；不过當中20多人已被虐至死，额尔金得知後下令英軍在10月18日焚燬圓明園作為報復。

### 印度

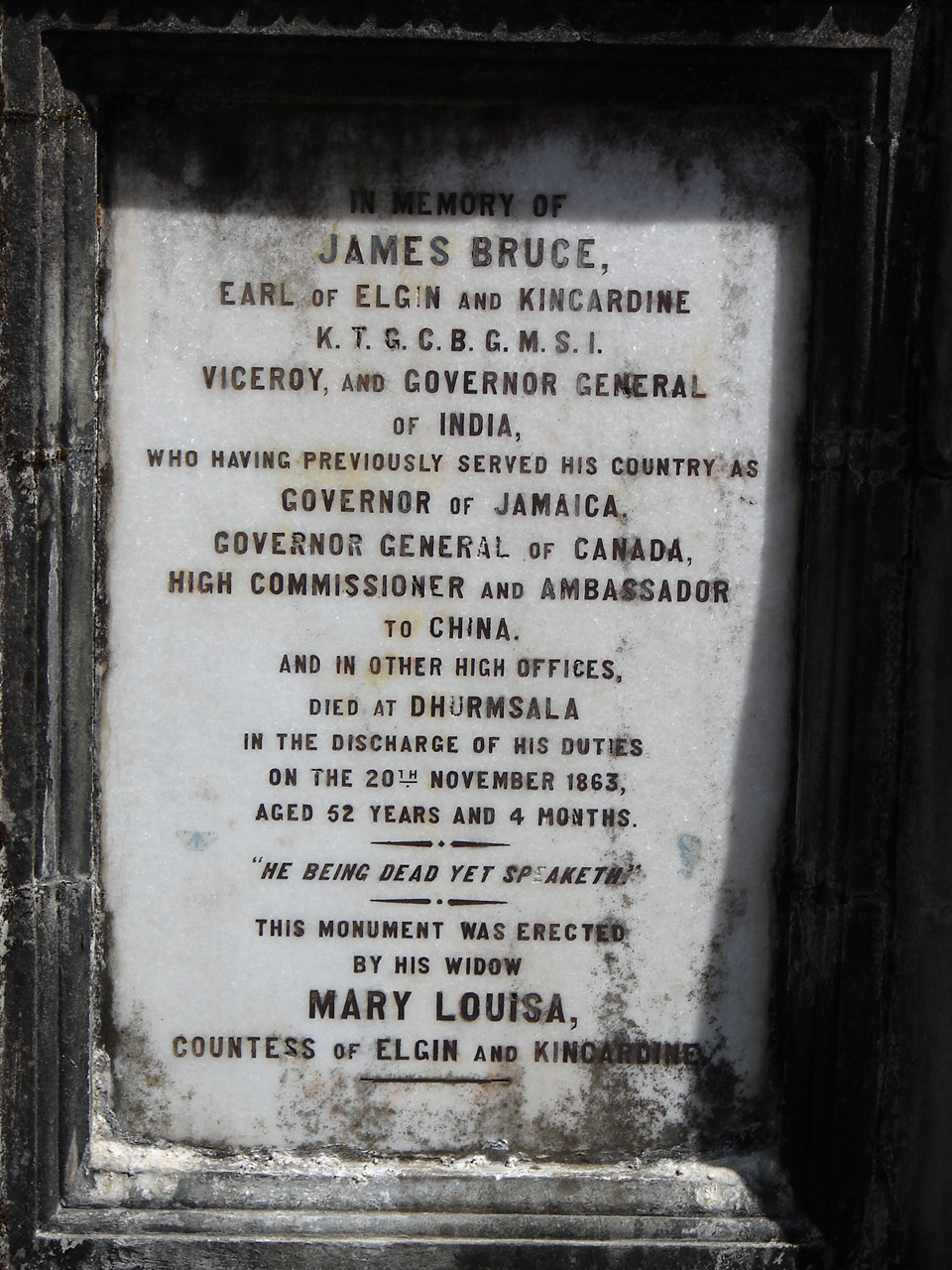
圣约翰在旷野教堂的額爾金墓碑

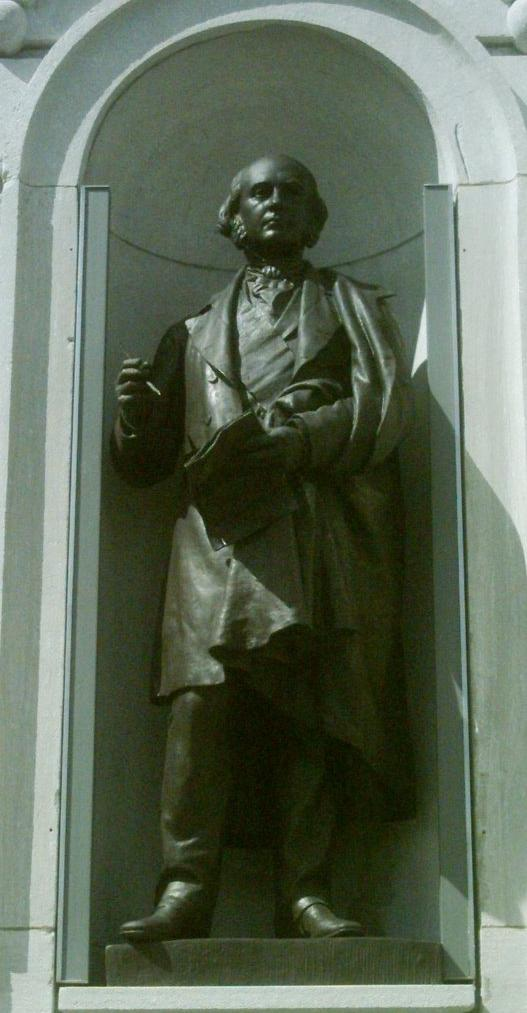
魁北克省議會大廈前的額爾金塑像

1858年代表英国政府访问日本。1859年—1860年任英国邮政大臣。在1862年，额尔金調任印度總督，他是第一个将彼得霍夫 (西姆拉)作为总督的官邸使用的人。1863年，他正在从那里前往锡亚尔科特，这是一段高海拔的艰难旅程，使他筋疲力尽。他在穿越库卢和拉胡尔之间查德利河上的一座摇摆的绳索和木桥时，因心脏病发作而于1863年去世。他被埋葬在达兰萨拉的圣约翰在旷野教堂墓地里，享年52歲。

## 相關
- 中英關係
- 日英關係
- 印英關係
- 第二次鴉片戰爭
- 愛琴橋

## 外部連結
- 香港地方街名
- 英国兵首領 额尔金 为责罚清帝不守前约，九月初五日焚烧圆明园。 （页面存档备份，存于）
- 全国文化信息资源共享工程：额尔金 （页面存档备份，存于）
- Biography at the Dictionary of Canadian Biography Online （页面存档备份，存于）
- Erik Ringmar, Fury of the Europeans: Liberal Barbarism and the Destruction of the Emperor's Summer Palace

| 官衔                                     | 官衔                   | 官衔                                   |
| ---------------------------------------- | ---------------------- | -------------------------------------- |
| 前任： 科尔切斯特勋爵                    | 英國郵政署長 1859–1860 | 繼任： 阿尔德利的斯坦利勋爵            |
| 政府职务                                 |                        |                                        |
| 前任： 查尔斯·梅特卡夫爵士               | 牙買加總督 1842–1846   | 繼任： 乔治·伯克利（代理）             |
| 前任： 查理·卡斯卡特，第二代卡斯卡特伯爵 | 加拿大總督 1847–1854   | 繼任： 埃德蒙·沃克·赫德                |
| 前任： 查理·坎寧，第一代坎寧伯爵         | 印度總督 1862–1863     | 繼任： 羅伯特·納皮爾（代理）           |
| 蘇格蘭貴族爵位                           |                        |                                        |
| 前任： 湯瑪斯·布魯斯，第七代額爾金伯爵   | 額爾金伯爵 1841–1863   | 繼任： 維克多·布魯斯，第九代額爾金伯爵 |